# Саут Јуклид (Охајо)
Саут Јуклид (енгл. South Euclid) град је у америчкој савезној држави Охајо.

## Демографија
По попису из 2010. године број становника је 22.295, што је 1.242 (-5,3%) становника мање него 2000. године.
| Група             | 2000.          | 2010.          |
| Белци             | 17.569 (74,6%) | 11.867 (53,2%) |
| Афроамериканци    | 5.032 (21,4%)  | 9.073 (40,7%)  |
| Азијати           | 353 (1,5%)     | 436 (2,0%)     |
| Хиспаноамериканци | 241 (1,0%)     | 447 (2,0%)     |
| Укупно            | 23.537         | 22.295         |